# Eustaquio Ilundáin y Esteban
Eustaquio Ilundáin y Esteban (20. září 1862, Pamplona – 10. srpna 1937, Sevilla) byl španělský římskokatolický duchovní, arcibiskup sevillský a kardinál.

## Život
Narodil se 20. září 1862 v Pamploně jako syn Juana Cruz Ilundáin y Unciti a Rafaely roz. Esteban Vélez.
Studoval v semináři v Pamploně a semináři v Ciudad Real. Roku 1886 byl vysvěcen na kněze. Po vysvěcení až do roku 1891 byl členem fakulty semináře v Pamploně. Poté byl kanovníkem učitelem katedrální kapituly v Ciudad Real. V letech 1901-1904 byl rektorem semináře v Segovii.
Dne 14. listopadu 1904 jej papež Pius X. jmenoval biskupem diecéze Ourense. Biskupské svěcení přijal 13. března 1905 z rukou biskupa vitorijského Josého Cadeny y Elety a spolusvětiteli byli biskup José López Mendoza y García a biskup José María Salvador y Barrera.
Byl senátorem Španělského království v provincii Santiago de Compostela.
Dne 16. prosince 1920 jej papež Benedikt XV. jmenoval metropolitním arcibiskupem sevillským.
Dne 30. března 1925 jej papež Pius XI. na konzistoři jmenoval kardinálem. Jako titulární kostel mu byl přidělen San Lorenzo in Panisperna. Kardinálský biret a titul si převzal 17. prosince 1925.
Zemřel 10. srpna 1937 v Seville na zápal plic. Pohřben byl v katedrále Panny Marie v Seville.